# Cristo Rey de Lens
Cristo Rey de Lens o Estatua del Cristo Rey de Lens (en francés: statue du Christ-Roi de Lens) es una estatua monumental que celebra el decimonoveno centenario de la muerte de Cristo. Está edificada en el cantón de Valais en Suiza, la cual fue inaugurada el 22 de septiembre de 1935 cuando asistieron más de 4000 personas de todo el Valais. 
Fue construida en la cima de la colina Châtelard (1271,9 m), que domina la llanura del Ródano. Es la culminación de la obra de Canon Peter Gard y costó 42.000 francos suizos.